# Великоплосківська сільська територіальна громада
Великоплосківська сільська територіальна громада — територіальна громада в Україні, у Роздільнянському районі Одеської області. Адміністративний центр — село Великоплоске.
Рішення про утворена прийнято Одеською обласною радою 10 серпня 2018 Громада утворена шляхом об'єднання Великоплосківської, Новосавицької, Слов'яносербської та Тростянецької сільських рад Великомихайлівського району.
Перші вибори відбулися 30 червня 2019 року.
З моменту утворення до 17 липня 2020 року підпорядковувалось Великомихайлівському району.

## Населені пункти
До складу громади входять 12 сіл: Антоно-Ковач, Великоплоске, Кістельниця, Малоплоске, Новоантонівка, Новосавицьке, Олег, Орел, Покровка, Привілля, Слов'яносербка, Тростянець.